# Salvatore Giunta

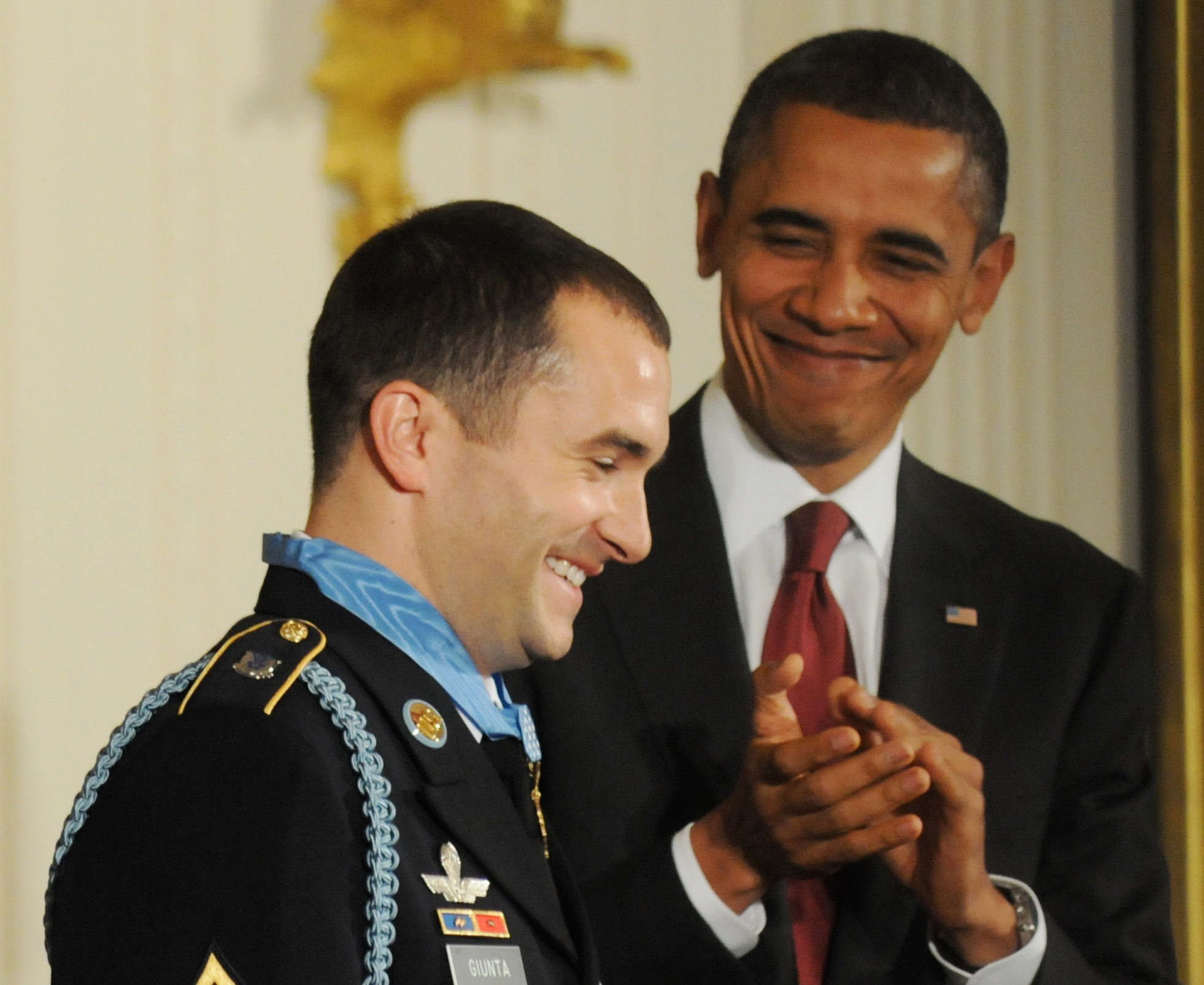
Giunta und Obama am 16. November 2010 im Weißen Haus

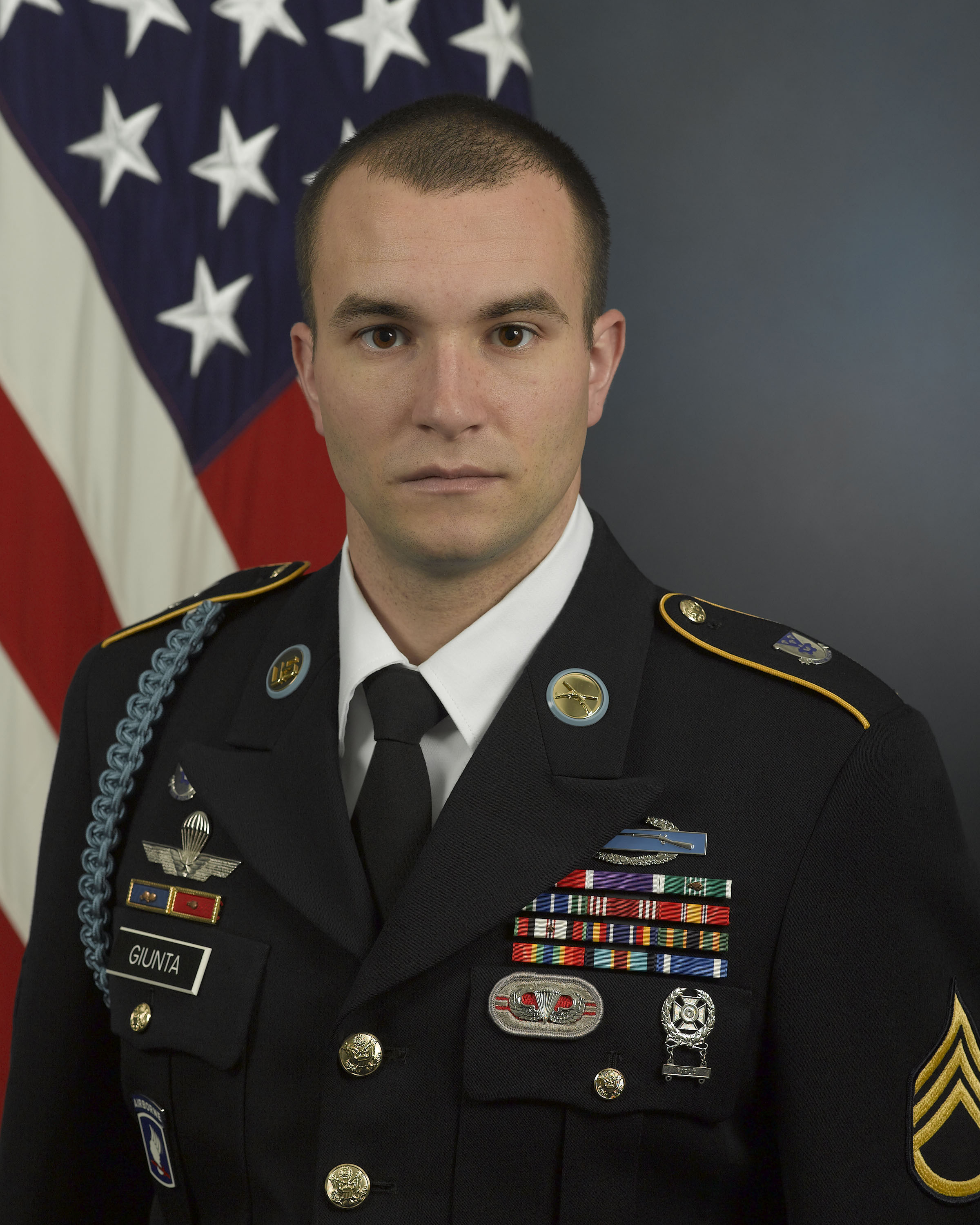
Salvatore Giunta, 2010

Salvatore „Sal“ Giunta (* 21. Januar 1985 in Clinton, Iowa) ist ein US-amerikanischer Soldat. Er war Staff Sergeant der US Army.

## Leben
Giunta ist der Sohn von Steven und Rosemary Giunta. Er besuchte die Kennedy High School in Cedar Rapids in Iowa. Im November 2003 trat er in die US Army ein. Er ist verheiratet.
Giunta erhielt seine Grundausbildung und die Ausbildung für die Infanterie in Fort Benning, Georgia. Er wurde erstmals von März 2005 bis März 2006 in Afghanistan eingesetzt. Sein zweiter Einsatz dauerte von Mai 2007 bis Juli 2008. Giunta wurde im August 2009 zum Staff Sergeant befördert  und war im Herbst 2010 in der Caserma Ederle stationiert, dem Stützpunkt der 173. US-Luftlandebrigade in der Nähe von Vicenza in Italien.
Zu Giuntas früheren militärischen Auszeichnungen gehören der Bronze Star, das Purple Heart, zwei Army Commendation Medals, das Combat Infantryman Badge und das Parachutist Badge (Fallschirmspringer-Abzeichen). 
Salvatore Giunta erhielt die Medal of Honor für sein Verhalten im Oktober 2007 bei einem Einsatz in Afghanistan. Seine Einheit war im Rahmen der Operation Rock Avalanche unterwegs, als sie im ostafghanischen Korengal-Tal von Taliban angegriffen wurde. Trotz gegnerischen Feuers gelang es Giunta, einen schwer verletzten Kameraden aus den Händen der Angreifer zu befreien und einen der Gegner zu töten, wobei er selbst angeschossen wurde.
Am 16. November 2010 wurde ihm der Orden im Weißen Haus durch Präsident Barack Obama verliehen.  Giunta verließ die Armee im Juni 2011, um an der Colorado State University zu studieren.